# 阳翟村
阳翟村，厦门市同安区村名。
同安县考证中的阳翟村有3个，目前只有一个阳翟村在同安区内（福建厦门市）。其余2个不再被同安区（原同安县管辖）。另外2个，一个在目前的金门县，另外一个在厦门市集美区。
这3个村都是叫阳翟村，其实他们是有很深的关联。 金门县的阳翟村是最早的，于始唐朝，中原地区的陈姓祖先到金门牧马。后来搬迁至同安，再到集美。